# Eutaenia oberthuri
Eutaenia oberthuri är en skalbaggsart som beskrevs av Charles Joseph Gahan 1894. Eutaenia oberthuri ingår i släktet Eutaenia och familjen långhorningar.
Artens utbredningsområde är Burma. Inga underarter finns listade i Catalogue of Life.